# Phaeolita nisosalis
Phaeolita nisosalis är en fjärilsart som beskrevs av Walker 1859. Phaeolita nisosalis ingår i släktet Phaeolita och familjen nattflyn. Inga underarter finns listade i Catalogue of Life.